# Expéditions nordiques de Jiang Wei
Guerres des Trois Royaumes
Batailles
Yiling/Xiaoting - Campagne contre le Wu - Campagne du Sud - Hefei (231) - Hefei (233) - Expéditions de Zhuge Liang - Hefei (234) - Shiting - Liaodong - Offensive du Wu - Xingshi - Koguryo - Gaoping - Expéditions de Jiang Wei (Didao) - Dongxing - Hefei (253) - Shouchun - Cao Mao - chute du Shu - Zhong Hui - Chute du Wu

Les expéditions nordiques de Jiang Wei sont une série de neuf campagnes militaires conduites entre 247 et 262, par Jiang Wei, général en chef du royaume du Shu, contre le Royaume de Wei. Chacune de ces expéditions s’acheva par un échec, à la suite de problèmes de ravitaillement ou de défaites militaires.
En 262, alors que le Shu était drainé de ses ressources par la guerre constante, le général du Wei Deng Ai prit Cheng Du, la capitale du Shu, et ainsi mit fin en 263 au règne de Liu Shan.

## Mise en situation
Zhuge Liang, le premier ministre et régent du Shu, mourut en 234 et passa le pouvoir militaire à Jiang Wei, ainsi que ses projets d'invasion du Wei. Celui-ci reconstitua la force du Shu pour ensuite lancer une série de campagnes vers le nord en vue de prendre Chang'an pour pouvoir avoir accès aux plaines centrales et à la capitale. Il lança la première de neuf expéditions en 247.

## Première expédition: la bataille de la rivière Tao
En 247, Jiang Wei prit la tête d'une armée pour mettre fin à la rébellion de quelques tribus à Pingkang (平康) et Wenshan (汶山). Ceci fait, il envahit Longxi (隴西), Nan'an (南安) et Jincheng (金城), où il se bat contre Guo Huai et Xiahou Ba (en) à l'ouest de la rivière Tao. Xiahou Ba s'enfuit et son armée se disperse.
Guo Huai envoie Deng Ai pour surveiller la côte nord de Baishui. Trois jours après, Jiang Wei envoie Liao Hua installer un campement sur la côte sud de Baishui. Cette installation est une ruse, Jiang espérant détourner l'attention du Wei pendant qu'il lance une attaque surprise contre la ville de Taocheng. Deng Ai ne tombe pas dans le piège et occupe Taocheng avant Jiang Wei. Ensuite il attaque et défait Liao Hua qui, blessé, est forcé de fuir.
En colère, Jiang Wei attaque Taocheng avec toutes les forces à sa disposition; utilisant des béliers et des tours de siège contre la ville pour la faire tomber et détruire les forces de Deng Ai. Pendant le siège, le général du Wei Sima Zhao envoie des renforts aider Deng Ai et, durant la bataille qui suit l'arrivée de ces troupes, Jiang Wei perd son camp principal situé à Baishui. Forcé de se replier après cette défaite, Jiang Wei regroupe ses troupes et part assiéger la ville de Qucheng.

## Deuxième expédition: la bataille de Qucheng
En 249, Jiang Wei fait construire deux forts aux monts Qu et y installe des garnisons. En plus de ces soldats, Jiang Wei prend en otage les tribus locales des peuples Di et Qiang, pour les forcer à obéir à ses ordres. Voyant cela, Chen Tai signale à son supérieur, Guo Huai, qu'il y a là une opportunité à saisir pour attaquer les forts, ceux-ci étant excentrés par rapport au Shu et éloignés l'un de l'autre. De plus, les tribus locales ont développé un fort ressentiment contre le Shu à cause du travail forcé, ce qui doit pouvoir être utilisé à l'avantage du Wei. Guo Huai partage l'opinion de Chen Tai et l'envoie attaquer l'armée du Shu,  qui est commandée par Xu Zhi (en). Au même moment, Deng Ai, le gouverneur de Nan'an, est envoyé assiéger les forts. Pendant ces préparatifs, Jiang Wei s'empare des approvisionnements de ses ennemis, en prévision du combat à venir.
Chen Tai réussit à couper les lignes d'approvisionnement en eau et nourriture des forts, mais finit par être encerclé à la suite d'une contre-attaque des soldats du Shu. Au vu de la situation, Jiang Wei prend le gros de ses troupes pour briser le siège et retrouver Chen Tai à l’arrière du mont Tète de taureau (Niutou Shan). Au lieu d'attaquer Jiang Wei, Chen Tai l’immobilise et lui fait perdre du temps. Il espère qu'ainsi Guo Huai aura le temps nécessaire pour couper à la fois les lignes d'approvisionnement de Jiang et sa route de repli vers la rivière Yao. Pendant que Guo Huai applique le plan de Chen, Jiang Wei découvre les différentes manœuvres des armées du Wei et comprend qu'il y a un chef très compétent à la tête de l'armée ennemie. Malgré une situation défavorable, Jiang refuse de se rendre et continue de se battre. Voyant cela, les garnisons des deux forts refusent de baisser les bras et tentent de piéger les soldats du Wei en faisant semblant de se rendre.
Chen Tai ne se laisse pas prendre au piège et bat à plate couture les troupes des forts; avant d'aller affronter directement Jiang Wei et de le forcer à battre en retraite vers Hanzhong.

## Troisième, quatrième et cinquième expéditions
En 249, Jiang Wei lance sa troisième expédition et subit une défaite.
en 253, Jiang Wei organise une attaque coordonnée avec Zhuge Ke. Ils organisent une attaque contre le Wei sur deux fronts. À l'ouest, Jiang Wei et les troupes du Shu attaquent la ville de Diado, pendant qu'à l'est Zhuge Ke et les troupes du Wu attaquent Hefei. Sima Shi, le régent du Wei sait que la principale menace vient de l'armée du Wu. Il laisse donc le gros de ses troupes sur le front de l'est, et n'envoie qu'une petite armée à Didao. Finalement, Jiang Wei est obligé de lever le siège et de se replier une fois ses provisions épuisées, pendant que l'armée du Wei inflige une violente défaite à Zhuge Ke.
Cependant, Jiang Wei repart très vite à l'attaque et pénètre à nouveau sur le territoire du Wei, à la tête de milliers de soldats. Il ignore volontairement les villes de Shiying (石營) et Dongting (董亭) pour aller assiéger Nan'an. Chen Tai envoie rapidement des renforts à Nan'an et Jiang Wei se retrouve à nouveau dans l'obligation de lever le siège à cause de problèmes de logistique. Peu de temps après, Guo Huai met fin à la cinquième expédition en chassant les troupes de Jiang des territoires du Wei.

## Sixième expédition: la campagne de Long (陇)
En 254, après que Li Jian (李簡), le principal magistrat de Didao, ait fait savoir au Shu qu'il voulait faire défection, Jiang Wei attaque à nouveau Longxi et prend la ville de Didao. Ce gain territorial fut chèrement payé, car une armée, dirigée par le général Xu Zhi, stationnait dans la région et s'est violemment opposée aux troupes de Jiang Wei. Les pertes furent lourdes pour les deux camps. Le Shu déplorait la mort de nombreux soldats et du général Zhang Ni (張嶷, parfois traduit en "Zhang Yi") ; et Xu Zhi, de son côté, avait subi des pertes si lourdes qu'il fut obligé de se replier et d'attendre des renforts. L'armée du Shu réussit à s’implanter dans la région de Long, au prix de nombreuses batailles, pour finalement se replier sur Longxi à l'arrivée des troupes de Guo Huai. Jiang Wei obligea les habitants de Didao, Hejian (河間) et Lintao (臨洮) à suivre ses troupes lors de ce repli. Durant ce repli, Zhang Yi (en) (張翼) essaya de convaincre Jiang Wei de déclarer que la campagne s'était achevée par une victoire et de retourner à Hanzhong. Zhang Yi avait assisté à la mort de son collègue Zhang Ni, et il craignait que ce sacrifice ne finisse par devenir inutile si la campagne se poursuivait. Jiang Wei refusa, jugeant la défaite de Xu Zhi (qui n'était qu'un officier militaire de faible rang) comme un succès majeur, et ne réalisant pas la véritable portée du sacrifice de Zhang Ni.
Durant l'été 255, Jiang Wei et Xiahou Ba attaquèrent à nouveau Didao, depuis trois directions différentes; une armée arrivant depuis le mont Qi, une autre depuis Jincheng et la dernière depuis Shiying. Les premiers combats sont des victoires pour Jiang Wei qui, lors d'un combat à l'ouest de la rivière Tao, détruit presque entièrement une armée menée par Wang Jing (en) (王經), l'administrateur de la province de Yong. Après cette victoire, Jiang laisse 10 000 hommes à Diado pour défendre la ville. Dans le même temps, Wang Jing demande à Chen Tai de diviser ses troupes pour défendre simultanément les trois directions à partir desquelles Jiang peut attaquer. Chen Tai ne pensait pas que Jiang Wei prendrait le risque de diviser son armée en trois, il donna donc l'ordre à Wang Jing de défendre Didao et de ne lancer une attaque que si l'armée du Shu arrivait et uniquement si une opportunité se présentait. Une fois ses ordres donnés, Chen Tai prend personnellement la tête d'une partie des troupes et part défendre Chencang. À peine Chen parti, Wang Jing désobéit à ses ordres et lance une attaque de son propre chef. Apprenant cela, Chen Tai sent venir une catastrophe et fait avancer ses troupes à marche forcée pour aller au secours de Wang Jing.
Arrivant après la défaite qu'il avait pressentie, Chen Tai réorganise les troupes en vue d'une contre-attaque. Il remarque qu’après sa victoire, Jiang Wei n'a pas saisi l'opportunité d'attaquer vers l'est pour capturer les approvisionnements du Wei à Liyang. Au camp du Shu, Zhang Yi essaye à nouveau de convaincre Jiang Wei d’arrêter l'expédition après cette victoire, ce que Jiang refuse. À la place, il préféra à nouveau assiéger Didao, bien que le moral des troupes soit affecté par la fatigue et la durée de la campagne. Le siège s'éternise et la situation reste dans une impasse durant tout l'hiver. une nuit, Chen Tai déplace ses hommes sur une montagne au sud de Didao, et leur donne l'ordre d'allumer des torches. En voyant la montagne illuminée, les troupes assiégées dans Didao virent leur moral remonter au plus haut, pendant que celui des assiégeants s'effondrait. Pour contrer cette ruse, Jiang Wei envoya une partie de son armée attaquer Chen Tai. La défaite des troupes du Shu qui s'ensuivit fut telle que Jiang fut obligé de lever le siège. Malgré cela, Jiang Wei était toujours incapable de mettre fin à sa campagne et décida d'installer son campement à Zhongti.

## Septième expédition: la bataille de la vallée de Duan
En 256, Jiang Wei s'était entendu avec Hu Ji pour une expédition conjointe visant le mont Qi; mais Hu Ji ne tint pas parole et ne vint jamais. Malgré cette défection, quand Jiang Wei apprit que Deng Ai s'était préparé pour faire face à son attaque, il décide d'attaquer Nan'an. Pour duper Deng, il laisse à son camp de base quelques soldats arborant son insigne personnel. Cette ruse ne suffit pas à tromper Deng Ai, qui envoie Chen Tai attaquer le camp de base, pendant qu'il avance à marche forcée vers Nan'an. Deng positionne son armée au sommet du mont Wucheng, une position stratégique à proximité de la ville de Nan'an. Après avoir lancé trois assauts contre la ville en vain, Jiang Wei se décide à consulter Xiahou Ba. Xiahou lui suggère de prendre Shanggui, qui est le dépôt de grain de Nan'an. En agissant ainsi, il coupe Nan'an de son ravitaillement, ne laissant aux assiégés que deux possibilités : se rendre ou mourir de faim. Jiang Wei approuve l'idée de Xiahou et envoie ses meilleures troupes, dirigées par ses meilleurs généraux pour attaquer Shanggui via la vallée de Duan. De son côté, Deng Ai avait anticipé ce plan, en envoyant son fils, Deng Zhong, tendre une embuscade dans la vallée en question. La précaution de Deng Ai fut payante, car Jiang Wei subit une défaite cuisante dans la vallée de Duan, ainsi que de lourdes pertes. Il ne dut son salut qu'à l'arrivée des troupes de Xiahou Ba, qui lui apprit en même temps la destruction du camp de base par les troupes de Chen Tai. Privé de base dans la région, Jiang Wei donne l'ordre à son armée de se replier à Hanzhong. Profitant de ce repli, Chen Tai prend en embuscade et encercle les troupes de Jiang Wei, qui survit uniquement grâce à l'intervention de Zhang Ni. Zhang réussit à briser l'encerclement dont est victime Jiang, mais meurt durant le combat. Une fois revenu à Hanzong, Jiang Wei envoie un mémoire à la cour du Shu, où il demande à être rétrogradé "général de l’arrière" comme punition de sa défaite. Cet échec majeur achève de le rendre impopulaire au sein de la population du Shu.

## Huitième expédition: la bataille de la rivière Mang et la neuvième expédition: la bataille de Taoyang
En 257, quand Zhuge Dan se rebelle contre le Wei, Jiang Wei attaque Chenling, avance jusqu’à Mangshui, et se retrouve face à face avec les forces du Wei à Weishui. La situation s'enlise rapidement car, malgré toutes les ruses de Jiang, Deng Ai et Sima Wang (en), les commandants des troupes du Wei, refusent d'engager le combat; reproduisant ainsi la tactique de Sima Yi face à Zhuge Liang lors de la bataille des plaines de Wuzhang. En 258, Jiang Wei finit par se replier, après la défaite de Zhuge Dan face aux troupes du Wei.
EN 262, Jiang Wie monte une ultime expédition, malgré l'opposition de Liao Hua. Il attaque à nouveau le Wei et choisit comme objectif la ville de Taoyang, mais il est battu par Deng Ai et se replie à Tazhong.
Dans son Roman des Trois Royaumes, l'écrivain chinois Luo Guanzhong fait mourir Xiahou Ba (en) lors de cette expédition, à la suite d'une embuscade tendue par les troupes du Wei dans un col de montagne étroit.

## Conséquences
À la suite des échecs systématiques des tentatives d'invasion de Jiang Wei, les ressources du Shu étaient presque épuisées et le peuple ne supportait plus Jiang et sa politique.
Le Wei tira parti de la situation en organisant une invasion du Shu, conduite par Zhong Hui et Deng Ai. Ils lancèrent leur invasion sur deux fronts et si Jiang Wei résista à Zhong Hui, Liao Hua fut défait par Deng Ai. La défaite de Zhuge Zhan à la passe de Mianzhu entraîna la chute du Shu et, en 263, l'empereur Liu Shan se rend à Deng Ai, avant de donner l'ordre à Jiang Wei de se rendre à Zhong Hui.